# Marócsa
Marócsa es un pueblo ubicado en el distrito de Sellye, en el condado de Baranya, Hungría.

## Superficie
Posee una superficie de 11,38 kilómetros cuadrados.

## Demografía
Hasta 2019 la población era de 78 habitantes, con una densidad de población de 6,854 habitantes por kilómetro cuadrado.